# Jud Buechler
Judson Donald « Jud » Buechler (né le 19 juin 1968 à San Diego, Californie) est un joueur puis entraîneur américain de basket-ball.

## Biographie
Buechler évolue à l'université de l'Arizona avant d'être sélectionné par les SuperSonics de Seattle lors de la draft 1990. Ses droits de la draft sont immédiatement transférés aux Nets du New Jersey, où il passe une saison avant d'être évincé en 1991.
Après un bref passage aux Spurs de San Antonio, il signe avec les Warriors de Golden State, où il réalise une moyenne de 6,2 points, 1,3 passe décisive et 2,8 rebonds lors de la saison 1992-1993. Cependant, son passage le plus marquant en club sera ses quatre années (1994–1998) avec les Bulls de Chicago. Avec son ancien coéquipier à l'université Steve Kerr, Buechler apporte son adresse au tir en sortie du banc de touche.
Alors que le Bulls commencent un processus de reconstruction après le départ de Michael Jordan en 1998, Buechler rejoint les Pistons de Détroit, avec qui il dispute trois saisons avant d'être transféré aux Suns de Phoenix.
Buechler termine sa carrière à l'issue d'un bref passage au Magic d'Orlando et prend sa retraite en 2002 avec un total de 2 385 points inscrits en carrière.
Buechler fut aussi un joueur de volleyball à l'université de l'Arizona, où son surnom était "The Judge".